# Simpson Crags
Die Simpson Crags sind eine Reihe schroffer Felsvorsprünge im ostantarktischen Viktorialand. In der Eisenhower Range erstrecken sie sich vom Mount Baxter in südöstlicher Richtung und bilden die Südwand des O’Kane-Gletschers.
Der United States Geological Survey kartierte sie anhand eigener Vermessungen und Luftaufnahmen der United States Navy aus den Jahren von 1955 bis 1963. Das Advisory Committee on Antarctic Names benannte sie im Jahr 1968 nach Lieutenant Commander William A. Simpson Jr., Flugzeugkommandant der Navy-Flugstaffel VX-6 während der Operation Deep Freeze des Jahres 1967.